# Мориц (Хесен-Касел)
Мориц, наричан „Учения“ (на немски: Moritz von Hessen-Kassel, „der Gelehrte“, * 25 май 1572 в Касел, † 15 март 1632 в Ешвеге) от Дом Хесен е от 1592 до 1627 г. ландграф на Хесен-Касел.

## Биография
Той е син на ландграф Вилхелм IV и съпругата му херцогиня Сабина фон Вюртемберг (1549 – 1581), дъщеря на херцог Христоф от Вюртемберг (1515 – 1568) и принцеса Анна Мария фон Бранденбург-Ансбах (1526 – 1589).
Мориц говори осем езика и се интересува от алхимия. Той се интересува от рицарски игри и алегория и построява първия първия тетър на немска територия, Отонеум в Касел. Той е музикант и композитор.
Мориц се жени на 23 септември 1593 г. за 15-годишната Агнес, графиня на Солмс-Мюнценберг (1578 – 1602). Тя умира на 23 ноември 1602 г. Те имат една дъщеря и два сина, между тях по-късния ландграф Вилхелм V. След шест месеца той се жени на 22 май 1603 г. за графиня Юлиана фон Насау-Диленбург, с която има 14 деца.
През 1605 г. Мориц става калвинист. През 1623 г. той е приет чрез княз Лудвиг I от Анхалт-Кьотен в литературното общество Fruchtbringende Gesellschaft. Мориц получава името „der Wohlgenannte“ и девиза „in fleißiger Übung“.
Мориц се отказва от управлението през 1627 г. и се оттегля първо в дворец Мелзунген, след това във Франкфурт и по-късно в дворец Ешвеге. Горен Хесен е даден на Хесен-Дармщат. Мориц рисува в dvorec Мелзунген повече от четистотин рисунки, скици, планове. Освен това той се занимава с предсказване на бъдещето и да търси „камъка на знанието“.
Ландграф Мориц умира на 60 години на 15 март 1632 г. в Ешвеге. В негова чест е отпечатан Monumentum Sepulcrale, в който го прославят като ландграф и особено като учен. Последван е от син му Вилхелм V от първия му брак. Вдовицата му Юлиана отива да живее 1629 г. с децата си в дворец Ротенбург в Ротенбург на Фулда, където умира 1643 г.

## Деца
Мориц се жени на 23 септември 1593 г. в Касел за Агнес фон Золмс-Лаубах (1578 – 1602), дъщеря на граф Йохан Георг фон Золмс-Лаубах (1546 – 1600) и Маргарета фон Шьонбург-Глаухау (1554 – 1606). Те имат децата:
- Ото (1594 – 1617)

∞ 1613 Катарина Урсула фон Баден-Дурлах (1593 – 1615)
∞ 1617 Агнес Магдалена фон Анхалт-Десау (1590 – 1626)
- Елизабет (1596 – 1625) ∞ 1618 херцог Йохан Албрехт II от Мекленбург-Гюстров (1590 – 1636)
- Мориц (1600 – 1612)
- Вилхелм V (1602 – 1637), ландграф на Хесен-Касел ∞ 1619 Амалия Елизабет фон Ханау-Мюнценберг (1602 – 1651)

След смъртта на Агнес той се жени 1603 за Юлиана фон Насау-Диленбург (1587 – 1643), дъщеря на граф Йохан VII от Насау-Зиген (1561 – 1623) и Магдалена фон Валдек (1558 – 1599). С нея има седем сина и седем дъщери:
- Филип (1604 – 1626), убит в битката при Лутер
- Агнес (1606 – 1650) ∞ 1623 княз Йохан Казимир фон Анхалт-Десау (1596 – 1660)
- Херман (1607 – 1658), ландграф на Хесен-Ротенбург

∞ 1633 графиня Магдалена фон Валдек-Вилдунген (1607 – 1637)
∞ 1642 принцеса Кунигунда Юлиана фон Анхалт-Десау (1608 – 1683)
- Юлиана (1608 – 1628)
- Сабина (1610 – 1620)
- Магдалена (1611 – 1671) ∞ 1646 алтграф Ерих Адолф фон Залм-Райфершайт (1619 – 1673)
- Мориц (1614 – 1633)
- София (1615 – 1670) ∞ 1644 граф Филип фон Шаумбург-Липе (1601 – 1681)
- Фридрих (1617 – 1655), ландграф на Хесен-Ешвеге, убит при Позен

∞ 1646 пфалцграфиня Елеонора Катарина фон Цвайбрюкен (1626 – 1692)
- Кристиян (1622 – 1640), шведски полковник, умира след сбиване с генерал Банéр и други офицери, вероятно от потравяне. [4]
- Ернст (1623 – 1693), ландграф на Хесен-Рейнфелс-Ротенбург

∞ 1647 графиня Мария Елеонора фон Золмс-Хоензолмс (1632 – 1689)
∞ 1690 Александрина фон Дюрницл († 1754)
- Кристина (1625 – 1626)
- Филип (1626 – 1629)
- Елизабет (1628 – 1633)

## Произведения
- Davidis regis prophetae psalterium (1593)
- Encyclopaedia (1597)
- Poetices methodices conformatae (1598)
- Мартин Лутер: Christliches Gesangbuch von allerhand geistlichen Gesängen und Liedern. – Cassel: Mencke, 1631 (узвучено от ландграф Мориц)